# Aderaeon bedardi
Aderaeon bedardi är en stekelart som först beskrevs av Léon Abel Provancher 1879.  Aderaeon bedardi ingår i släktet Aderaeon och familjen brokparasitsteklar. Inga underarter finns listade i Catalogue of Life.